# Coriarachne
Genre
Coriarachne est un genre d'araignées aranéomorphes de la famille des Thomisidae.

## Distribution
Les espèces de ce genre se rencontrent en zone holarctique.

## Liste des espèces
Selon World Spider Catalog (version 18.0, 12/07/2017) :
- Coriarachne brunneipes Banks, 1893
- Coriarachne depressa (C. L. Koch, 1837)
- Coriarachne fulvipes (Karsch, 1879)
- Coriarachne melancholica Simon, 1880

## Publication originale
- Thorell, 1870 : On European spiders. Nova Acta Regiae Societatis Scientiarum Upsaliensis, sér. 3, vol. 7, p. 109-242 (texte intégral).